# 姚梁
姚梁（1736年—180?年），字佃芝，又字甸之。浙江省處州府慶元縣松源鎮姚家村（今屬麗水市）人。清朝政治人物。

## 生平
自幼聰穎，讀書過目不忘，未滿二十歲即選入庠生。受知於浙江學政竇光鼐。
乾隆二十四年（1759年）己卯，以「勤學飭躬，文行兼優」獲保舉優貢生。乾隆三十年（1765年）乙酉科順天鄉試第三名經魁。乾隆三十四年（1769年）己丑科第二甲第二十名進士出身。授內閣中書。
乾隆三十五年（1770年）八月，以內閣中書充庚寅科順天鄉試同考官。誥授奉直大夫。乾隆三十六年（1771年）八月，以內閣中書充辛卯科順天鄉試同考官。乾隆三十七年（1772年）正月，入直軍機章京。充方略館纂修。乾隆三十八年（1773年），升授宗人府主事。乾隆三十九年（1774年）六月，以宗人府主事充甲午科陝西鄉試副考官。四十二年（1777年），調禮部儀制司主事。五月，充丁酉科廣西鄉試副考官。
同年九月，差任提督山東學政。乾隆四十三年（1778年），升禮部儀制司員外郎。仍任山東學政。六月，奏請嚴格控管冒籍應考之例以杜絕弊濫。四十四年（1779年），調吏部驗封司員外郎。乾隆四十五年（1780年），調刑部湖廣司員外郎。仍提督山東學政。誥授中憲大夫。
乾隆四十六年（1781年）二月引見，有考語「還可出息，不止此」；外授江西饒州府知府。改四川川東兵備道。十二月初一日，擢廣西按察使。乾隆四十七年（1782年）二月十三日，因丁母憂去職。
乾隆四十九年（1784年）二月召見，有考語「好的」。五月十九日，署理江西按察使。乾隆五十年（1785年）二月召見，獲考語「好的夙知者」，實授江西按察使。乾隆五十一年（1786年）十一月十六日，改廣西按察使。誥授通議大夫。乾隆五十二年（1787年）六月，以廣西按察使署理廣西布政使。十月，交卸布政使印務。十一月，再署理布政使。乾隆五十三年（1788年）正月，交卸布政使印務，回廣西按察使本任。四月，遭參劾前年新舊盜劫各案期限內破獲不及十分之二三，照例罰俸。乾隆五十四年（1789年）四月，因於期限內破獲盜案不到十分之二三，被參劾，降調。
乾隆五十六年（1791年），補官刑部廣西司員外郎。後升刑部郎中。嘉慶元年（1796年），考選監察御史。補江南道監察御史。嘉慶四年（1799年）十一月引見，得考語「中上才具」，授直隸河間府知府。嘉慶六年（1801年）引見，考語「老練安詳」。卒於河間府，歸葬浙江。為官清廉耿介，不貪財苟取。任饒州府知府期間，人民為姚梁建立生祠。歷官之處多有政績。

## 家庭
- 曾祖：姚軾。
- 祖父：姚大霦。
- 父：姚必時。
- 母：永嘉陳氏。

- 兄：姚宋。

- 正室：王氏。
- 繼室：王氏。

- 子女：三子一女[15]。
  - 長子：姚洙楷（1773年－1792年）[16]，府學第一名庠生。赴父任所途中染疾，卒於杭州。無嗣，以堂兄子姚芑詒繼嗣，後代居衢州。
  - 次子：姚崇恩（1792年－？年），娶繆氏，曾官甘肅某縣縣丞。丁母憂回籍，卒於杭州。後裔居甘肅。
  - 三子：姚崇志（1801年－？年），隨父宦遊，身世不詳。
  - 女，身世不詳。